# Championnat du monde junior de hockey sur glace 1981
Navigation
Finlande 1980 États-Unis 1982
La cinquième édition du championnat du monde junior de hockey sur glace a eu lieu entre le 27 décembre 1980 et le 2 janvier 1981 en Allemagne de l'Ouest pour le groupe A et entre le 23 et 29 mars pour le groupe B en France.

## Déroulement de la compétition
Avec encore une fois seize nations participant à ce championnat du monde junior, les modes de classement sont les mêmes pour le groupe A que l'année précédente. Le groupe B calque son mode de classement sur le groupe A avec un second tour complet au lieu d'avoir directement des matchs de classement individuel.

## Groupe A
Les matchs du groupe A ont eu lieu dans la région d'Allgäu en Allemagne dans les villes de Augsbourg, Füssen, Kaufbeuren, Landsberg am Lech, Kempten im Allgäu, Pfronten et Oberstdorf.

### Premier tour
Poule A
|                   | URSS | Tch. | Can. | Aut. |   | V | N | D  | BP | BC |
| ----------------- | ---- | ---- | ---- | ---- | - | - | - | -- | -- | -- |
| 1 URSS            |      | 5–1  | 7–3  | 19–1 | 3 | 0 | 0 | 31 | 5  |    |
| 2 Tchécoslovaquie | 1–5  |      | 3–3  | 21–4 | 1 | 1 | 1 | 25 | 12 |    |
| 3 Canada          | 3–7  | 3–3  |      | 11–1 | 1 | 1 | 1 | 17 | 11 |    |
| 4 Autriche        | 1–19 | 4–21 | 1–11 |      | 0 | 0 | 3 | 6  | 51 |    |

Poule B
|                      | Suè. | Fin. | All. | U.S.A. |   | V | N | D  | BP | BC |
| -------------------- | ---- | ---- | ---- | ------ | - | - | - | -- | -- | -- |
| 1 Suède              |      | 2–1  | 7–3  | 10–2   | 3 | 0 | 0 | 19 | 5  |    |
| 2 Finlande           | 1–2  |      | 8–6  | 8–1    | 2 | 0 | 1 | 17 | 9  |    |
| 3 Allemagne fédérale | 3–7  | 6–8  |      | 4–2    | 1 | 0 | 2 | 13 | 17 |    |
| 4 États-Unis         | 2–10 | 1–8  | 2–4  |        | 0 | 0 | 3 | 5  | 22 |    |

### Second tour
Poule de relégation
Les résultats particuliers des matchs du tour précédent sont conservés (notés entre parenthèses ci-dessous).
|                      | All.  | U.S.A. | Can.   | Aut.   |   | V | N | D  | BP | BC |
| -------------------- | ----- | ------ | ------ | ------ | - | - | - | -- | -- | -- |
| 5 Allemagne fédérale |       | (4–2)  | 7–6    | 9–1    | 3 | 0 | 0 | 20 | 10 |    |
| 6 États-Unis         | (2–4) |        | 7–3    | 7–2    | 2 | 0 | 1 | 16 | 9  |    |
| 7 Canada             | 6–7   | 3–7    |        | (11–1) | 2 | 0 | 1 | 20 | 15 |    |
| 8 Autriche           | 1–9   | 2–7    | (1–11) |        | 0 | 0 | 3 | 4  | 27 |    |

Les Autrichiens joueront l'édition suivante dans la seconde division.
Poule de la médaille d'or
Les résultats particuliers des matchs du tour précédent sont conservés (notés entre parenthèses ci-dessous).
|                   | Suè.  | Fin.  | URSS  | Tch.  |   | V | N | D  | BP | BC |
| ----------------- | ----- | ----- | ----- | ----- | - | - | - | -- | -- | -- |
| 1 Suède           |       | (2–1) | 3–2   | 3–3   | 2 | 1 | 0 | 8  | 6  |    |
| 2 Finlande        | (1–2) |       | 6–3   | 6–6   | 1 | 1 | 1 | 13 | 11 |    |
| 3 URSS            | 2–3   | 3–6   |       | (5–1) | 1 | 0 | 2 | 10 | 10 |    |
| 4 Tchécoslovaquie | 3–3   | 6–6   | (1–5) |       | 0 | 2 | 1 | 10 | 14 |    |

### Classement final
|        | Équipe             |
| ------ | ------------------ |
| Or     | Suède              |
| Argent | Finlande           |
| bronze | URSS               |
| 4      | Tchécoslovaquie    |
| 5      | Allemagne fédérale |
| 6      | États-Unis         |
| 7      | Canada             |
| 8      | Autriche           |

## Groupe B
Les matchs du groupe B se sont joués à Strasbourg en France.

### Premier tour
Poule A
|               | Sui. | P-Bas | Dan. | You. |   | V | N | D  | BP | BC |
| ------------- | ---- | ----- | ---- | ---- | - | - | - | -- | -- | -- |
| 1 Suisse      |      | 10–0  | 8–1  | 7–3  | 3 | 0 | 0 | 25 | 4  |    |
| 2 Pays-Bas    | 0–10 |       | 3–2  | 6–1  | 2 | 0 | 1 | 9  | 13 |    |
| 3 Danemark    | 1–8  | 2–3   |      | 7–4  | 1 | 0 | 2 | 10 | 15 |    |
| 4 Yougoslavie | 3–7  | 1–6   | 4–7  |      | 0 | 0 | 3 | 8  | 20 |    |

Poule B
|           | Nor. | Pol. | Ita. | Fra. |   | V | N | D  | BP | BC |
| --------- | ---- | ---- | ---- | ---- | - | - | - | -- | -- | -- |
| 1 Norvège |      | 6–5  | 5–5  | 9–3  | 2 | 1 | 0 | 20 | 13 |    |
| 2 Pologne | 5–6  |      | 12–1 | 8–4  | 2 | 0 | 1 | 25 | 11 |    |
| 3 Italie  | 5–5  | 1–12 |      | 7–3  | 1 | 1 | 1 | 13 | 20 |    |
| 4 France  | 3–9  | 4–8  | 3–7  |      | 0 | 0 | 3 | 10 | 24 |    |

### Second tour
Poule pour la cinquième place
Les résultats particuliers des matchs du tour précédent sont conservés (notés entre parenthèses ci-dessous).
|               | Dan.  | You.  | Ita.  | Fra.  |   | V | N | D  | BP | BC |
| ------------- | ----- | ----- | ----- | ----- | - | - | - | -- | -- | -- |
| 5 Danemark    |       | (7–4) | 5–1   | 7–6   | 3 | 0 | 0 | 19 | 11 |    |
| 6 Yougoslavie | (4–7) |       | 8–3   | 4–4   | 1 | 1 | 1 | 18 | 14 |    |
| 7 Italie      | 1–5   | 3–8   |       | (7–3) | 1 | 0 | 2 | 11 | 16 |    |
| 8 France      | 6–7   | 4–4   | (3–7) |       | 0 | 1 | 2 | 13 | 18 |    |

Poule pour la montée
Les résultats particuliers des matchs du tour précédent sont conservés (notés entre parenthèses ci-dessous).
|            | Sui.   | Nor.  | Pol.  | P-Bas  |   | V | N | D  | BP | BC |
| ---------- | ------ | ----- | ----- | ------ | - | - | - | -- | -- | -- |
| 1 Suisse   |        | 4–4   | 5–2   | (10–0) | 2 | 1 | 0 | 19 | 6  |    |
| 2 Norvège  | 4–4    |       | (6–5) | 8–1    | 2 | 1 | 0 | 18 | 10 |    |
| 3 Pologne  | 2–5    | (5–6) |       | 7–0    | 1 | 0 | 2 | 14 | 11 |    |
| 4 Pays-Bas | (0–10) | 1–8   | 0–7   |        | 0 | 0 | 3 | 1  | 25 |    |

### Classement final groupe B
Les Suisses joueront dans le groupe B pour l'édition suivante à la place des Autrichiens.